# Leon Hungerecker
Leon Hungerecker (* 3. April 1998 in Lüneburg) ist ein deutscher Eishockeytorwart, der seit Juli 2025 bei den Fischtown Pinguins Bremerhaven aus der Deutschen Eishockey Liga (DEL) unter Vertrag steht. Zuvor war Hungerecker bereits für die Eisbären Berlin und Nürnberg Ice Tigers in der DEL aktiv. Sein älterer Bruder Phil ist ebenfalls professioneller Eishockeyspieler.

## Karriere

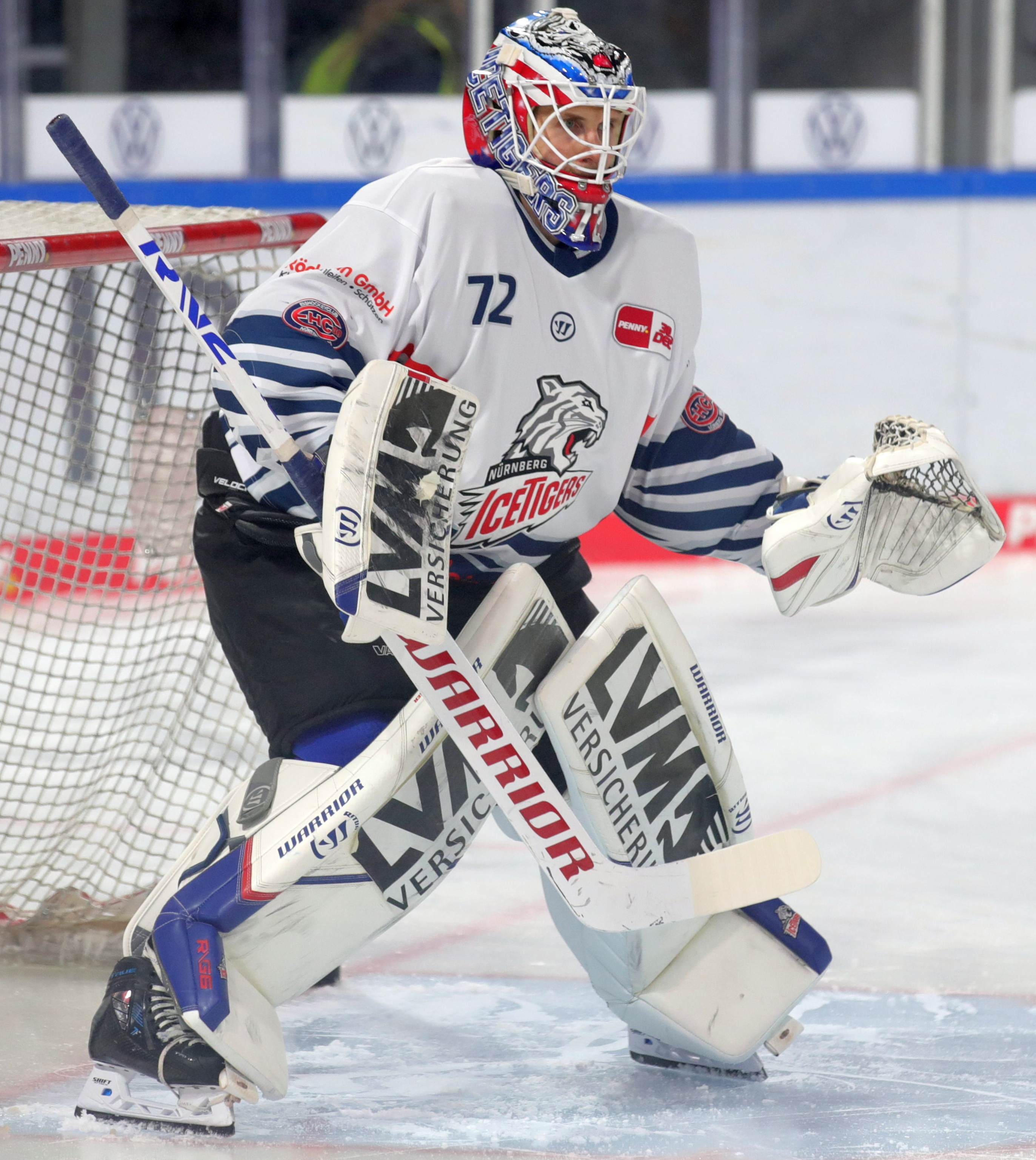
Hungerecker im Trikot der Nürnberg Ice Tigers (2023)

Hungerecker verbrachte seine Juniorenzeit zunächst in der Eishockeyabteilung des Hamburger SV, für deren U16-Mannschaft er erstmals in der Saison 2010/11 – als Zwölfjähriger – im Tor stand. Mit fortlaufender Zeit erarbeitete sich der Torwart immer mehr Einsatzzeiten und war ab der Spielzeit 2012/13 Stammspieler. Durch die Kooperation des HSV mit den Hamburg Freezers stand er ab der Spielzeit 2014/15 für deren Nachwuchsteam HSV Young Freezers in der Deutschen Nachwuchsliga (DNL) auf dem Eis. Auch dort avancierte er schnell zur Nummer 1 und erhielt für seine Leistungen im Spieljahr 2015/16 erste Kurzeinsätze in der Oberliga-Mannschaft des Hamburger SV.
Zur Saison 2016/17 verließ der 18-Jährige seinen Ausbildungsverein und wechselte zum benachbarten Oberligakonkurrenten EHC Timmendorfer Strand 06, wo er als Ersatzmann zu 22 Einsätzen kam. Zugleich war er mit einer Förderlizenz für die Lausitzer Füchse aus der DEL2 spielberechtigt, blieb dort aber ohne Einsatzminuten. Dennoch erhielt Hungerecker im Sommer 2017 einen Vertrag bei den Kassel Huskies aus der DEL2, die ihn in der Spielzeit 2017/18 an den Oberligisten EC Harzer Falken ausliehen. In der Saison 2018/19 bildete der Schlussmann in Kassel ein Torwartduo mit dem Slowaken Marcel Melicherčík. Er wies am Ende der Hauptrunde die höchste Fangquote unter allen Torhütern auf und wurde folglich als DEL2-Rookie des Jahres ausgezeichnet. Dennoch wurde auf Kasseler Seite bereits zum Ende des Spieljahres mit Jerry Kuhn ein weiterer Torwart verpflichtet, hinter dem Hungerecker in den folgenden beiden Spielzeiten als klare Nummer 2 fungierte. Mit guten statistischen Werten konnte der Back-up insbesondere in der Saison 2020/21 aufwarten, sodass er die Eisbären Berlin aus der Deutschen Eishockey Liga (DEL) auf sich aufmerksam machte.
Vor der Spielzeit 2021/22 erhielt Hungerecker einen Vertrag in Berlin, wodurch er die Kassel Huskies nach insgesamt vier Jahren verließ. Ausgestattet mit einer Förderlizenz verbrachte der Torhüter die Saison bei Berlins Kooperationspartner Lausitzer Füchse in der DEL2. Dort war er im Gespann mit Tobias Ančička als Stammtorhüter aktiv und erhielt im Verlauf des Spieljahres auch zwei Einsätze bei den Eisbären in der DEL, während er insgesamt 40 Spiele für den DEL2-Klub aus Weißwasser absolvierte. Zur Saison 2022/23 wurde Hungerecker von den Nürnberg Ice Tigers aus der DEL verpflichtet. Dort wurde er zunächst als Ersatzmann von Niklas Treutle beschäftigt, kam in der Spielzeit 2023/24 aber zu mehr Einsatzminuten und teilte sich daher die Aufgaben mit seinem Konkurrenten zu nahezu gleichen Teilen. Zur Saison 2024/25 übernahm der Schlussmann schließlich den Posten als Stammtorwart der Ice Tigers. Dennoch verließ Hungerecker die Ice Tigers nach Ende des Spieljahres und schloss sich dem DEL-Konkurrenten Fischtown Pinguins Bremerhaven an. 

### International
Nachdem Hungerecker in den Juniorennationalmannschaften des Deutschen Eishockey-Bundes keine Berücksichtigung gefunden hatte, wurde er im November 2023 von Bundestrainer Harold Kreis erstmals in den Kader der deutschen A-Nationalmannschaft eingeladen. Im Rahmen des Deutschland Cup 2023 kam er dabei in der Partie gegen Österreich zu seinem Länderspieldebüt, das er mit 5:3 gewann.

## Erfolge und Auszeichnungen
- 2019 Höchste Fangquote der DEL2-Hauptrunde
- 2019 DEL2-Rookie des Jahres

## Karrierestatistik
Stand: Ende der Saison 2024/25
(Legende zur Torhüterstatistik: GP oder Sp = Spiele insgesamt; W oder S = Siege; L oder N = Niederlagen; T oder U oder OT = Unentschieden oder Overtime- bzw. Shootout-Niederlage; Min. = Minuten; SOG oder SaT = Schüsse aufs Tor; GA oder GT = Gegentore; SO = Shutouts; GAA oder GTS = Gegentorschnitt; Sv% oder SVS% = Fangquote; EN = Empty Net Goal; 1 Play-downs/Relegation; Kursiv: Statistik nicht vollständig)